# Route 207 (Québec)
Pour les articles homonymes, voir Route 207.
La route 207 (R-207) est une route régionale québécoise d'orientation nord / sud située sur la rive-sud du fleuve Saint-Laurent. Elle dessert la région de la Montérégie.

## Tracé
La route 207 débute à Saint-Urbain-Premier, à l'angle de la route 205 et se dirige vers le nord-est. Elle se termine 23 kilomètres plus loin, sur le multiplex route 132 / route 138 à Kahnawake. Sur ses six derniers kilomètres, elle forme un multiplex avec la route 221.

## Localités traversées (du sud au nord)
Liste des municipalités dont le territoire est traversé par la route 207, regroupées par municipalité régionale de comté.

### Montérégie
Beauharnois-Salaberry
- Saint-Urbain-Premier

Roussillon
- Saint-Isidore
- Saint-Constant

Hors MRC
- Kahnawake

## Intersections majeures
| MRC                     | Municipalité         | km    | Destinations                                       | Notes                                                                         |
| ----------------------- | -------------------- | ----- | -------------------------------------------------- | ----------------------------------------------------------------------------- |
| Beauharnois-Salaberry   | Saint-Urbain-Premier | 0,00  | R-205 – Sainte-Clotilde, Sainte-Martine            |                                                                               |
| Roussillon              | Saint-Isidore        | 16,20 | R-221 sud – Saint-Rémi                             | Terminus sud du multiplex avec la R-221                                       |
| Roussillon              | Saint-Constant       | 17,00 | A-30 – Sorel-Tracy, Vaudreuil-Dorion               | Sortie 44 de l'A-30                                                           |
| Kahnawake               | Kahnawake            | 23,00 | R-132 / R-138 – Salaberry-de-Valleyfield, Montréal | Terminus nord du multiplex avec la R-21; terminus nord de la R-221; échangeur |
| - Terminus de multiplex |                      |       |                                                    |                                                                               |